# Големи дол
Големи дол (на сръбски: Големи Дол или Golemi Dol) е село в Югоизточна Сърбия, Пчински окръг, община Прешево.

## История
В края на XIX век Големи дол е село в Прешевска кааза на Османската империя. Според статистиката на Васил Кънчов („Македония. Етнография и статистика“) от 1900 година Голѣми Долъ е населявано от 180 жители арнаути мохамедани. Според патриаршеския митрополит Фирмилиан в 1902 година в Голем до има 6 сръбски патриаршистки къщи.
Албанците в община Прешево бойкотират проведеното през 2011 г. преброяване на населението.
Според преброяването на населението от 2002 г. селото има 294 жители.

### Етнически състав
Данните за етническия състав на населението са от преброяването през 2002 г.
- албанци – 266 жители (90,47%)
- сърби – 28 жители (9,52%)